# Diócesis de Jaipur
La diócesis de Jaipur (en latín: Dioecesis Iaipurensis y en inglés: Roman Catholic Diocese of Jaipur) es una circunscripción eclesiástica de la Iglesia católica en India. Se trata de una diócesis latina, sufragánea de la arquidiócesis de Agra. Desde el 22 de abril de 2023 su obispo es Joseph Kallarackal.

## Territorio y organización
La diócesis tiene 129 000 km² y extiende su jurisdicción sobre los fieles católicos de rito latino residentes en 12 distritos del estado de Rayastán: Jaipur, Karauli, Sawai Madhopur, Dausa, Alwar, Sikar, Jhunjhunu, Bikaner, Nagaur, Churu, Hanumangarh y Sri Ganganagar
La sede de la diócesis se encuentra en la ciudad de Jaipur, mientras que en Malviyanagar se halla la Catedral de Nuestra Señora de la Anunciación.
En 2021 en la diócesis existían 30 parroquias.

## Historia
La diócesis fue erigida el 20 de julio de 2005 con la bula Evangelicum studium del papa Benedicto XVI, tras la división de la diócesis de Ajmer y Jaipur, de la que también se originó la diócesis de Ajmer.

## Estadísticas
Según el Anuario Pontificio 2022 la diócesis tenía a fines de 2021 un total de 5200 fieles bautizados.
| Año                                                                             | Población            | Población  | Población      | Sacerdotes | Sacerdotes    | Sacerdotes    | Bautizados por sacerdote | Diáconos permanentes | Religiosos | Religiosos | Parroquias |
| Año                                                                             | Bautizados católicos | Total      | % de católicos | Total      | Clero secular | Clero regular | Bautizados por sacerdote | Diáconos permanentes | Varones    | Mujeres    | Parroquias |
| ------------------------------------------------------------------------------- | -------------------- | ---------- | -------------- | ---------- | ------------- | ------------- | ------------------------ | -------------------- | ---------- | ---------- | ---------- |
| 2005                                                                            | 4096                 | 25 828 271 | 0.0            | 32         | 12            | 20            | 128                      |                      | 22         | 115        | 5          |
| 2006                                                                            | 4096                 | 25 828 271 | 0.0            | 32         | 10            | 22            | 128                      |                      | 24         | 111        | 19         |
| 2013                                                                            | 5080                 | 28 343 000 | 0.0            | 46         | 12            | 34            | 110                      |                      | 38         | 189        | 26         |
| 2016                                                                            | 4950                 | 25 900 000 | 0.0            | 50         | 17            | 33            | 99                       |                      | 35         | 163        | 26         |
| 2019                                                                            | 5100                 | 26 876 130 | 0.0            | 71         | 26            | 45            | 71                       |                      | 47         | 171        | 29         |
| 2021                                                                            | 5200                 | 27 441 600 | 0.0            | 88         | 31            | 57            | 59                       |                      | 57         | 189        | 30         |
| Fuente: Catholic-Hierarchy, que a su vez toma los datos del Anuario Pontificio. |                      |            |                |            |               |               |                          |                      |            |            |            |

## Episcopologio
- Oswald Lewis (20 de julio de 2005-22 de abril de 2023 retirado)
- Joseph Kallarackal, desde el 22 de abril de 2023